# 65 mm/50 Model 1891
65 mm/50 Model 1891 — 65-миллиметровое корабельное артиллерийское орудие, разработанное и производившееся в Франции. Состояло на вооружении ВМС Франции. Ими были вооружены эскадренные броненосцы типа «Демократи», ряде броненосных крейсеров, а также многие эсминцы французского флота. Орудие представляло собой усовершенствованный вариант 65-мм пушки Model 1888. В дальнейшем было заменено в производстве 65-мм орудием Model 1902 с увеличенной начальной скоростью снаряда.